# Shake the Shudder
Shake the Shudder è il settimo album in studio del gruppo dance-punk statunitense !!!, pubblicato nel 2017.

## Tracce
1. The One 2 – 4:26
2. DITBR (Interlude) – 0:48
3. Dancing Is the Best Revenge – 4:41
4. NRGQ – 4:30
5. Throw Yourself in the River – 3:55
6. What R U Up 2Day? – 4:27
7. Five Companies – 3:59
8. Throttle Service – 4:37
9. Imaginary Interviews – 4:47
10. Our Love (U Can Get) – 4:27
11. Things Get Hard – 3:29
12. R Rated Pictures – 5:19